# 小行星1757
小行星1757（1757 Porvoo）是一颗围绕太阳公转的小行星。1939年3月17日，爾約·維薩拉在图尔库发现了此天体。
該小行星以芬蘭的城市波爾沃命名。
这颗小行星的绝对星等为149.37570等。